# Rika Iwama
Rika Iwama –en japonés: 岩間利香, Iwama Rika– (14 de marzo de 1970) es una deportista japonesa que compitió en lucha libre. Ganó tres medallas en el Campeonato Mundial de Lucha entre los años 1987 y 1990.

## Palmarés internacional
| Campeonato Mundial | Campeonato Mundial  | Campeonato Mundial | Campeonato Mundial |
| Año                | Lugar               | Medalla            | Categoría          |
| ------------------ | ------------------- | ------------------ | ------------------ |
| 1987               | Lørenskog (Noruega) | Medalla de plata   | 70 kg              |
| 1989               | Martigny (Suiza)    | Medalla de bronce  | 70 kg              |
| 1990               | Luleå (Suecia)      | Medalla de oro     | 70 kg              |